# Banca Masaveu
La Banca Masaveu fue una institución financiera asturiana fundada en 1870 por Pedro Masaveu Rovira, nacido en Castellar del Vallés (Barcelona).
Esta sociedad era heredera de un negocio prestamista que la familia Masaveu («Casa Masaveu») realizaba desde décadas antes, cobrando formalidad societaria como «Pedro Masaveu y Cia» en 1870, y registrándose como banco en 1892 con la denominación «Masaveu y Cia», con sede en Oviedo.
En 1975, siendo presidente Pedro Masaveu Peterson, bisnieto de Pedro Masaveu Rovira, se transformó en la «Sociedad Anónima Banca Masaveu». En 1982 la entidad fue adquirida por Rumasa y tras su expropiación, en 1983, la Banca Masaveu fue adjudicada en 1985 al Banco Herrero, que lo dedicó a banca de negocios bajo la denominación de «Banco de Inversión Herrero» (Invherbanc). En 1990 se traspasó al grupo asegurador Mapfre y se  convirtió en el «Banco Mapfre», con sede primero en Oviedo y luego en Madrid. En 2002 se cedió una participación a Caja Madrid que pasó a denominar a la entidad como «Banco de Servicios Financieros» (BSF) y en 2010 tomó el nombre  de «Banco de Servicios Financieros Caja Madrid-Mapfre». La sede del banco en Oviedo estaba ubicada en la calle Cimadevilla, en el edificio clasicista construido por Javier Aguirre en 1882. 
La familia Masaveu construyó a partir de la Banca Masaveu un conglomerado industrial, actualmente denominado Corporación Masaveu, que inició Elías Masaveu Rivell, creando en 1898 la primera fábrica de cemento Portland de España bajo el nombre de Sociedad Anónima Tudela Veguín. Pedro Masaveu Masaveu, presidente de la entidad posteriormente, constituyó la Fundación Masaveu en 1956, obra social benéfico-docente de Corporación Masaveu, que construyó el Colegio Fundación Masaveu inaugurado el 24 de septiembre de 1962 (cuya dirección está cedida a la Pía Sociedad de San Francisco de Sales) donde se comenzó impartiendo estudios de maestría industrial y oficilía industrial y actualmente estudios de Formación Profesional.

## Presidentes de la entidad
- Pedro Masaveu Rovira, 1870-1885
- Elías Masaveu Rivell, 1885-1924
- Pedro Masaveu Masaveu, 1924-1968
- María Cristina y Pedro Masaveu Peterson, 1968-1993